# L'Homme d'Elysian Fields
Pour plus de détails, voir Fiche technique et Distribution.
L'Homme d'Elysian Fields (The Man from Elysian Fields) est un film américain réalisé par George Hickenlooper et sorti en 2001.

## Synopsis
Byron (Andy Garcia) est un écrivain. Son premier livre, auquel il a consacré sept années de travail, ne se vend pas. Confronté à des dettes, la vie devient de plus en plus difficile pour lui, sa femme Dena (Julianna Margulies) et leur petit garçon. Malgré les encouragements de Dena qui le soutient et le pousse à persévérer, Byron voit son nouveau manuscrit refusé par son éditeur qui juge le sujet inadapté à l'attente des lecteurs et refuse de l'aider financièrement. 
Désespéré par sa situation, Byron rencontre un soir Luther (Mick Jagger) au comptoir d'un bar. À l'issue d'une conversation Luther lui laisse sa carte. Il dirige une agence d'escorte, "Elysian Fields", fournissant aux femmes seules des hommes pour la soirée. Byron refuse dans un premier temps la proposition. Il ne veut pas mentir ni tromper Dena. Pour faire plaisir à sa femme, Byron accepte même, dans un dernier espoir de trouver une solution provisoire à leur manque d'argent, de rencontrer son beau-père, qui le méprise et le prend pour un raté. Celui-ci refuse de les aider. 
Byron finit alors par se résoudre à revoir Luther qui lui fait rencontrer Andrea (Olivia Williams), la jeune épouse du célèbre romancier Tobias Allcott (James Coburn), plusieurs fois récompensé par le prix Pulitzer. Mais Tobias est vieux, très malade et désabusé de l'existence. 
Le fait que Byron devienne l'amant d'Andrea n'empêche pas qu'une sympathie naisse entre les deux écrivains. Au point que Tobias sollicite l'avis puis l'aide de l'amant de sa femme pour son dernier manuscrit. Cette collaboration inespérée - où le nom des deux auteurs paraîtra côte à côte sur la couverture de l'ouvrage - laisse enfin entrevoir à Byron un avenir meilleur. Il emménage dans une villa plus confortable. La gloire littéraire semble enfin sourire à Byron qui doit cependant gérer ce défi d'écriture en parallèle à une situation affective de plus en plus complexe et douloureuse.

## Fiche technique
- Titre : L'Homme d'Elysian Fields
- Titre original : The Man from Elysian Fields
- Réalisation : George Hickenlooper
- Scénario : Phillip Jayson Lasker
- Musique : Anthony Marinelli
- Photographie : Kramer Morgenthau
- Montage : Michael Brown
- Production : Andy Garcia, David Kronemeyer, Andrew Pfeffer et Donald Zuckerman
- Société de production : CineSon Productions, Fireworks Pictures, Gold Circle Films, Pfilmco, Shoreline Entertainment et TVA International
- Société de distribution : Samuel Goldwyn Films (États-Unis)
- Pays :  États-Unis
- Genre : Drame et romance
- Durée : 106 minutes
- Dates de sortie :
  - Canada : 13 septembre 2001 (Festival international du film de Toronto)
  - États-Unis : janvier 2002 (Festival du film de Sundance)
  - 14 mai 2003

## Distribution
- Andy Garcia (VF : Bernard Gabay) / (VF : Vincent Violette) {version DVD Belgique} : Byron Tiller
- Mick Jagger (VF : Bernard Alane) : Luther
- Julianna Margulies (VF : Hélène Chanson) : Dena
- Olivia Williams (VF : Anne Rondeleux) : Andrea
- James Coburn (VF : Marc Cassot) : Alcott
- Anjelica Huston (VF : Monique Thierry) / (VF : Evelyn Séléna) {version DVD Belgique} : Jennifer Adler
- Xander Berkeley : Virgil Koster
- Michael Des Barres (VF : Guy Chapellier) : Nigel
- Joe Santos (VF : Jacques Bouanich) : Domenico

## Commentaires
Ce film de Georges Hickenlooper reprend le mythe de Faust en l'adaptant à la difficulté de la création littéraire, abordant l'amour et la superficialité des sentiments. Il traite de la déchéance par la prostitution sous son double aspect physique et intellectuel, le mépris, la trahison et l'imposture des apparences, comme peut y aboutir l'utilisation d'un nègre littéraire. 
Les noms des personnages principaux du film ont une connotation symbolique morale. Tobias est le nom d'un personnage tiré de la Bible (Le livre de Tobie), Byron est celui d'un célèbre auteur britannique (George Gordon Byron) et Luther est celui du père de la Réforme. Le personnage de Mick Jagger évolue en effet dans le film du cynisme à une sensibilité affective. Cette évolution fait référence à la question de la Grâce et de la Rédemption. Ce thème, diversement traité au travers de chaque personnage, paraît être le thème principal du film.